# Liste des maires de Bouxwiller (Bas-Rhin)
Cette page présente la liste des maires de la ville de Bouxwiller depuis 1800.

## La liste
| Période                                  | Période                    | Identité                    | Étiquette   | Qualité |
| ---------------------------------------- | -------------------------- | --------------------------- | ----------- | --- |
| juin 1800                                | août 1803                  | Jean Louis Glaser           |             | |
| 1803                                     | septembre 1805             | Brandes                     |             | |
| octobre 1805                             | novembre 1806              | Frédéric Charles Schloesing |             | |
| décembre 1806                            | septembre 1808             | François Joseph Schnabel    |             | |
| octobre 1808                             | 1814                       | Jean Christophe léger Morel |             | |
| décembre 1814                            | juin 1815                  | Frédéric Charles Flaxland   |             | |
| juillet 1815                             | septembre 1815             | Ostermann                   |             | |
| mars 1816                                | 1825                       | Dominique Deiss             |             | |
| 1826                                     | 1845                       | FrédéricWegelin             |             | |
| 1845                                     | 1872                       | Louis Schaller              |             | |
| 1872                                     | 11 mai 1876                | Georges Schiellein          |             | Décès en cours de mandat                                                                                      |
| 1877                                     | 1880                       | Emile Ehrmann               |             | |
| 1880                                     | 24 janvier 1884            | Gustave Kellermann          |             | Décès en cours de mandat                                                                                      |
| 1884                                     | 1918                       | Jean Hoeffel                |             | médecin, député                                                                                               |
| 1918                                     | 1918                       | intérim par l'adjoint       |             | |
| 1919                                     | 10 février 1925            | André Schaeffer             |             | Décès en cours de mandat                                                                                      |
| 1925                                     | 1930                       | Georges Richert             |             | |
| 1930                                     | 1941                       | Charles Gall                |             | Destitué par les nazis                                                                                        |
| 1941                                     | 1944                       | Marcel Muths                |             | |
| 1944                                     | 1946                       | Charles Gall                |             | |
| 1946                                     | 1950                       | Louis Gotti                 |             | |
| 1950                                     | 1970                       | Georges Kuntz               | MRP puis CD | Directeur d’école Député du Bas-Rhin (7e circ.) (1958 → 1962) Conseiller général de Bouxwiller (1945 → 1970)  |
| 19 mai 1970                              | 26 mars 1971               | Charles Carbiener           | UDR         | Géomètre-expert foncier Conseiller général de Bouxwiller (1970 → 1976)                                        |
| 26 mars 1971                             | 18 juin 1995               | Ernest Luft                 |             | Médecin, maire honoraire 2e vice-président du District du Pays de Hanau (1993 → 1995)                         |
| 18 juin 1995                             | 23 mars 2014               | Danielle Buchi              | DVD         | Enseignante                                                                                                   |
| 23 mars 2014                             | 23 mai 2020                | Alain Janus                 | DVD         | Instituteur et secrétaire de mairie retraité Adjoint au maire (2008 → 2014)                                   |
| 23 mai 2020                              | En cours (au 15 juin 2022) | Patrick Michel              | DVD         | Chef de projets Président de la CC de Hanau-La Petite Pierre (2020 → ) Maire délégué d'Imbsheim (1995 → 2020) |
| Les données manquantes sont à compléter. |                            |                             |             | |

## Pour approfondir